# West Leechburg
West Leechburg é um distrito localizado no estado norte-americano de Pensilvânia, no Condado de Westmoreland.

## Demografia
Segundo o censo norte-americano de 2000, a sua população era de 1290 habitantes.
Em 2006, foi estimada uma população de 1271, um decréscimo de 19 (-1.5%).

## Geografia
De acordo com o United States Census Bureau, West Leechburg tem uma área de
2,6 km², dos quais 2,4 km² cobertos por terra e 0,2 km² cobertos por água.

## Localidades na vizinhança
O diagrama seguinte representa as localidades num raio de 8 km ao redor de West Leechburg.